# Auguste Stourm
Auguste Stourm (Dominique Augustin African Stourm, * 20. Juli 1797 in Metz; † 9. Dezember 1865 in Paris) war ein französischer Politiker.

## Leben
Stourm ließ sich 1819 als Anwalt nieder. Von 1837 bis 1849 war er Abgeordneter des Départements Aube. Von 1853 bis 1861 war er Generaldirektor der französischen Post im Rang eines Staatsrates (conseiller d'Etat). Nach seiner Ablösung durch Édouard Vandal in diesem Amt wurde er Senator des Départements Aube.
1864 wurde er mit dem Grand-croix de la Légion d’Honneur (Großkreuz der Ehrenlegion) ausgezeichnet.
Auch Stourms Sohn René Stourm (1837–1917) schlug eine politische Laufbahn ein und wurde Inspecteur des finances.
| Personendaten    | Personendaten                      |
| ---------------- | ---------------------------------- |
| NAME             | Stourm, Auguste                    |
| ALTERNATIVNAMEN  | Stourm, Dominique Augustin African |
| KURZBESCHREIBUNG | französischer Politiker            |
| GEBURTSDATUM     | 20. Juli 1797                      |
| GEBURTSORT       | Metz                               |
| STERBEDATUM      | 9. Dezember 1865                   |
| STERBEORT        | Paris                              |